# Сніп (геральдика)

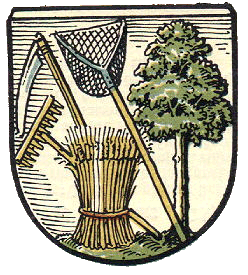
Сніп у гербі Берліна-Гайлігензее

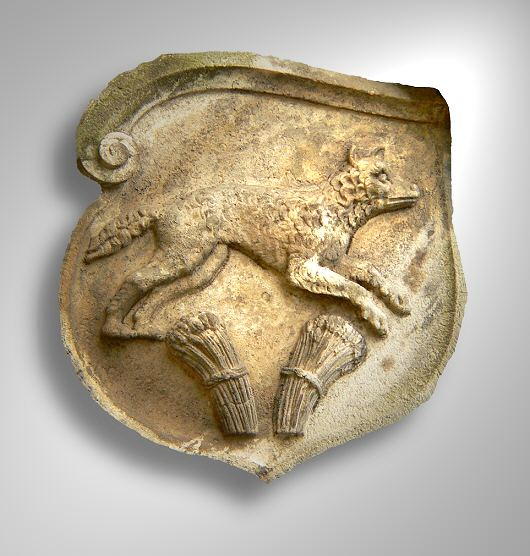
Вовк, що стрибає через снопи, як герб жителів Бартенслебена у замку Вольфсбург

Сніп — загальновживана негеральдична фігура в геральдиці.

## Опис
Сніп утврено як пучок зрізаних і зв'язаних стебел зерна, які зображені переважно золотим, тобто жовтим кольором. Пучок колосків можна скріпити декоративним бантом, як, наприклад, в Аренсфельде. Сніп використовується в багатьох гербах, особливо в міській геральдиці.
Сніп також використовується як клейнод у верхньому гербі. Як символ у гербі може використовуватися тільки один стебло пшениці або кілька снопів, зазвичай три. Проте для засіяння щиті використовують лише колоски. Вони розташовані так, щоб заповнити поле. За снопом часто кладуть сільськогосподарський інвентар — граблі, ціпи, коси.

## Символіка
Сніп пшениці у геральдиці символізує:
- Родючість. Пшениця є однією з найважливіших зернових культур, яка є джерелом їжі для багатьох людей, тому сніп пшениці часто символізує родючість і достаток.
- Сільське господарство. Пшениця є основним продуктом сільського господарства, тому сніп пшениці часто символізує сільське господарство і аграрну галузь.
- Процвітання. Сніп пшениці є символом достатку і процвітання. Його зображення на гербі може розглядатися як нагадування про те, що процвітання приходить лише завдяки праці і наполегливості.

## Швеція

Сніп Ваза

Фігура шведського королівського дому Ваза, відома як Васагарбе, займає своє місце на гербі з 1654 року. Там він переплетений і золотий. У шведській мові слово «ваза» означає сніп і таким чином зображення стає гпромовистим гербом. Фігуру також можна знайти на фінському гербі міста Вааса, заснованого в 1606 році шведським королем Карлом IX.. Навіть на ордені Вази вона зображена на овальному центральному щиті. Польські королі Сигізмунд III Ваза, Владислав IV Ваза та Ян II Казимир були королями розу Ваза і мали у своєму гербі сніп.

## Приклади гербів

Бінцен
Бірленбах
Белен (Саксонія)
Бухенау
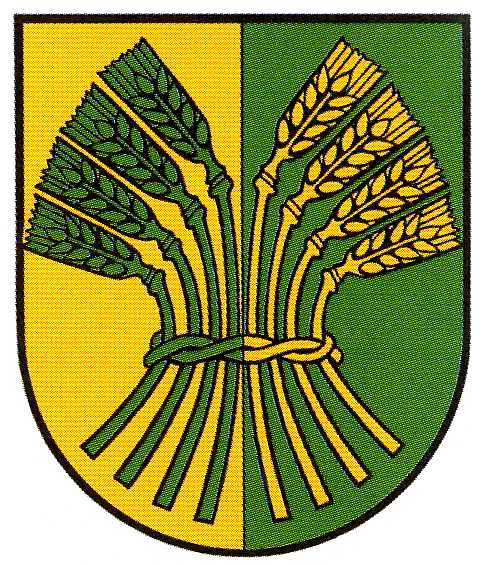
Данндорф
Фронгаузен
Гарбенгайм (промовистий герб)
Жі (Женева)
Гомбрехтікон
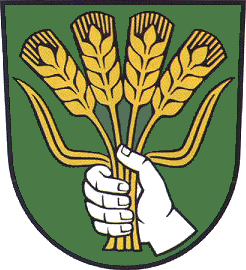
Кернер (Німеччина)
Корнвестгайм
Лоттштеттен
Молін (Ааргау)
Оберірзен
Офтердінген
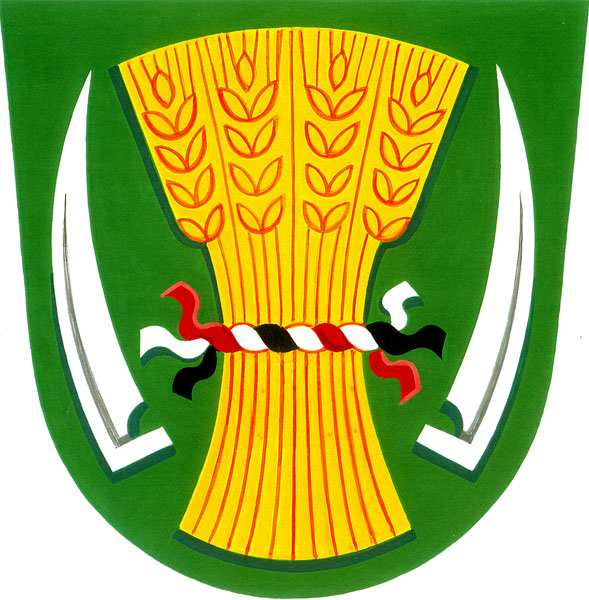
Пачетлуки
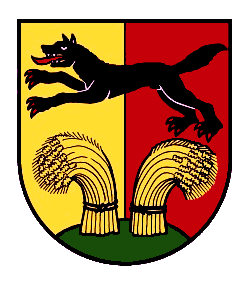
Пайне (місто, Німеччина)
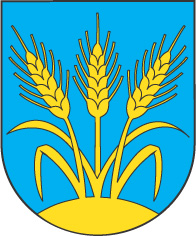
Рамзен (Шаффгаузен)
Роккенгаузен
Саскачеван
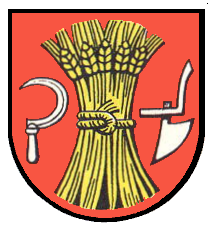
Беменкірх
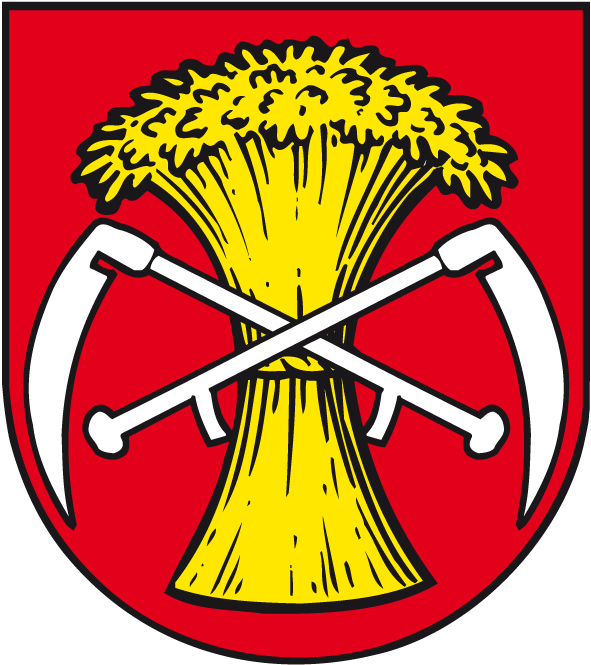
Сенст
Зірксдорф
Влагтведде
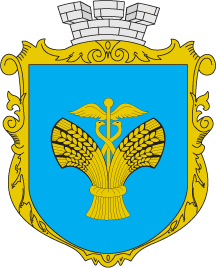
Балта
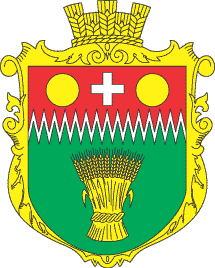
Годунівка (Бориспільський район)
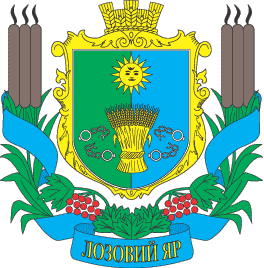
Лозовий Яр
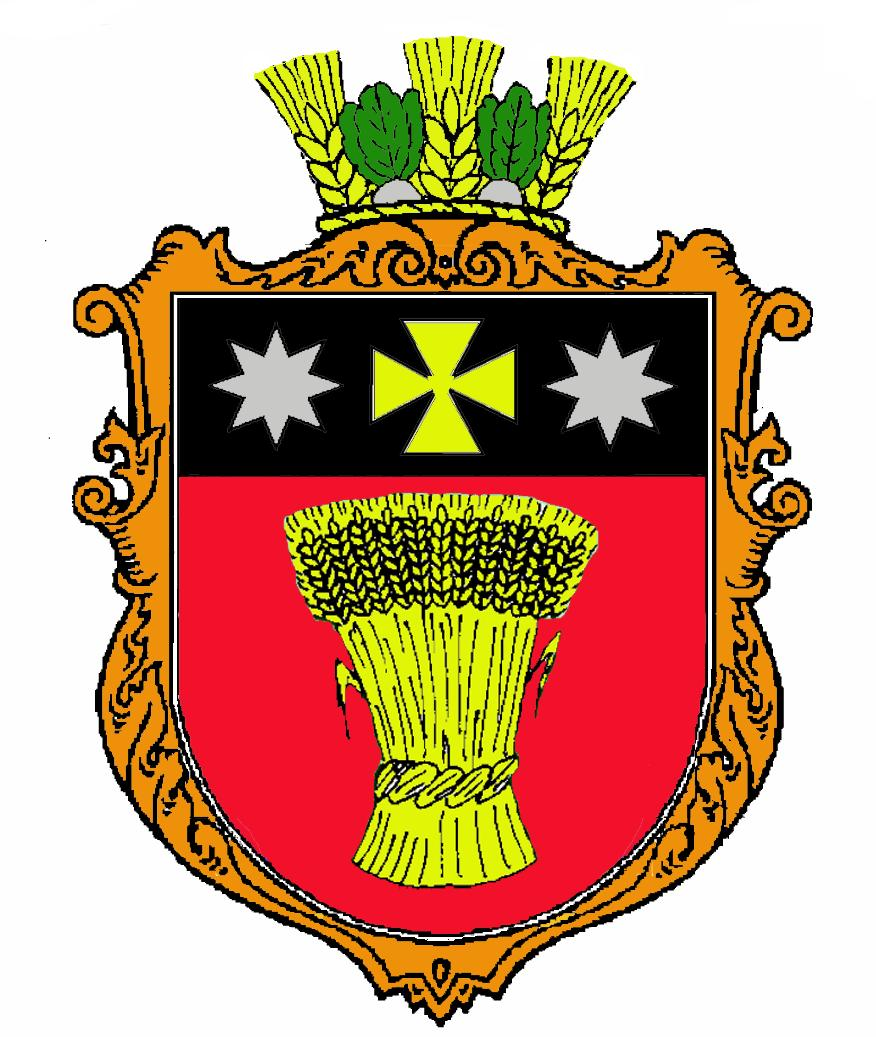
Червоне (Бориспільський район)